# Lepanthes uvallensis
Lepanthes uvallensis är en orkidéart som beskrevs av Fredy Archila. Lepanthes uvallensis ingår i släktet Lepanthes och familjen orkidéer.
Artens utbredningsområde är Guatemala. Inga underarter finns listade i Catalogue of Life.